# شهرستان شینگ
شهرستان شینگ (به لاتین: Xing County) یک شهرستان‌های جمهوری خلق چین در چین است که در لولیانگ واقع شده‌است.